# ジョージ・デニック・ウィック
ジョージ・デニック・ウィック（英語: George Dennick Wick、1854年2月19日 - 1912年4月15日）は、アメリカ合衆国の実業家。ヤングスタウン・シート・アンド・チューブ社の創業者である。タイタニック号に一等船客として乗船していたが、同船の沈没事故により犠牲となった。

## 経歴
ウィックは1854年2月19日にアメリカ合衆国オハイオ州のヤングスタウンで、銀行家の父ポール・ウィック（1824年 - 1890年）と、その妻スーザン・アビゲイル・ブル（1826年 - 1882年）の間に生まれた。19世紀のヤングスタウンは炭鉱業や製鉄業の中心地であったため、機知に富んだ実業家であるウィックは、後にアメリカ鉄鋼協会の重役を務めることになるジェームズ・アンソン・キャンベルとともにいくつかの投機的事業を立ち上げている。
1895年、ウィックとキャンベルは、ウィックを社長にしてマホニング・バレー鉄鋼会社を創業した。5年後、リパブリック・アイアン・アンド・スチール社との吸収合併により2人は退社し、新たな事業を開始した。世紀の変わり目を境に、ヤングスタウンの産業はそれまでの製鉄から製鋼へと転換していき、この流れは地域産業を国内企業の手に委ねる統合の兆しでもあった。1901年設立の鉄鋼最大手・USスチールによって、ヤングスタウンの有力企業だったナショナル・スチールも吸収されている。
しかしその前年、ウィックとキャンベルは都市の製造業で所有権を維持したいと考えていた地元の投資家とともに、鉄鋼資源の共同出資に踏み切った。このグループは60万ドルの資本金を元手にヤングスタウン・シート・アンド・チューブ社を創業し、国内最大手の鉄鋼会社の一つへと育て上げた。1900年創業のヤングスタウン・シート・アンド・チューブ社の社長に就任したウィックは、自身の秘書にキャンベルを指名している。2年後、キャンベルは副社長に、そして1904年には社長に就任した。この頃ウィックは健康面の問題で長期間仕事から遠ざかっていたが、亡くなる数年前に復帰を果たしている。

## タイタニック号

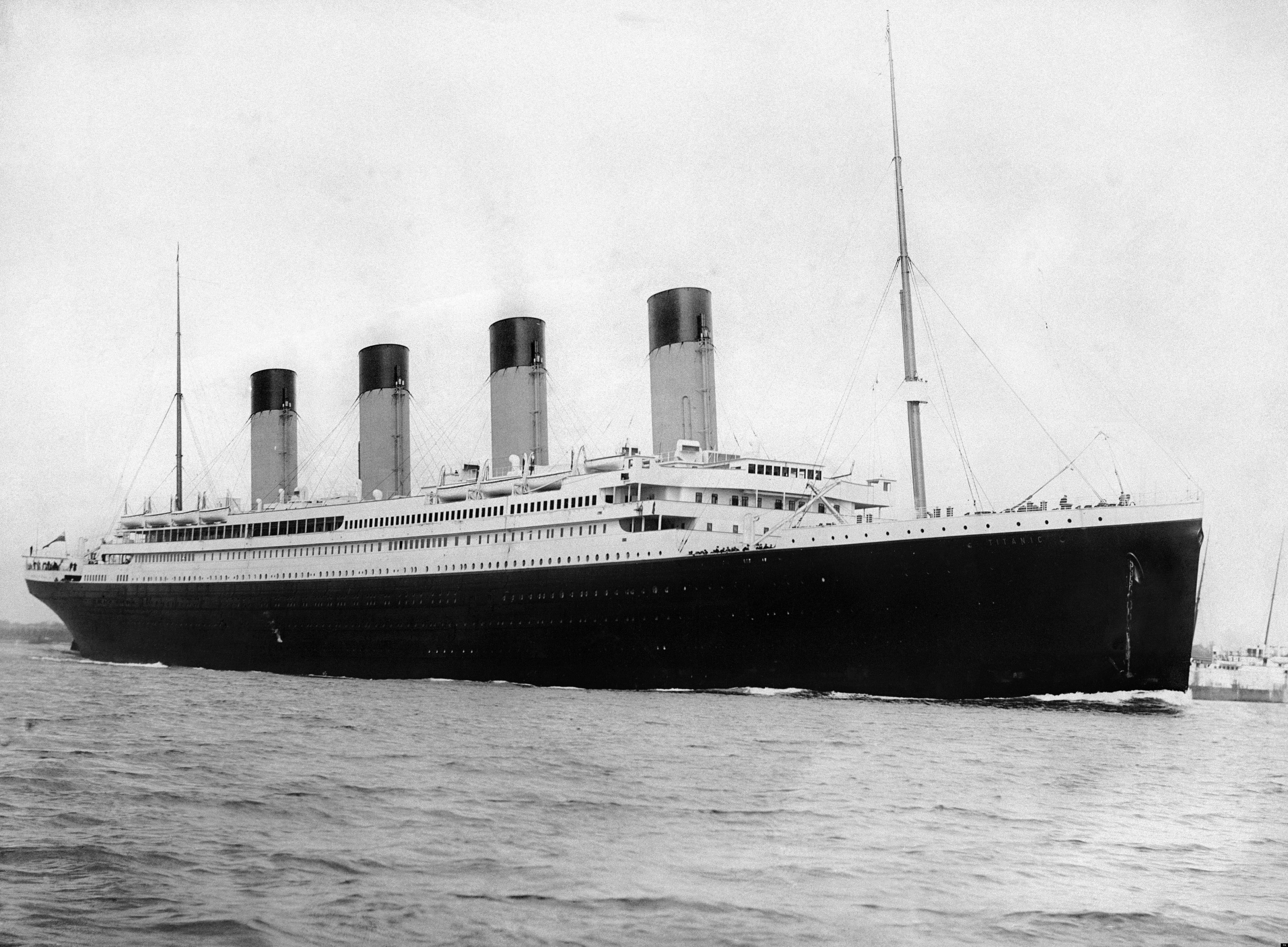
サウサンプトン出港直後のタイタニック号（1912年4月10日）

ウィックは健康回復のため、1912年にヨーロッパ旅行を行うことにした。この旅行には、妻のマリー・ヒッチコック・ウィック、娘のマリー・ナタリー・ウィック、従姉妹のキャロライン・ボンネルとキャロラインのイギリスの叔母であるエリザベス・ボンネルが同行した。4月10日、サウサンプトンに向かったウィックたちは帰国のため豪華客船タイタニックに乗船した。サウサンプトンからニューヨークを結ぶこの船には2,224人の乗員乗客が乗り込んでいた。
4月14日の午後11時40分、北大西洋を航行中だったタイタニック号の見張りが船の前方に物体を発見し、異変を知らせる鐘を鳴らした。タイタニック号は直ちに針路を変更したが間に合わず、氷山が船底の隔壁と湾曲部を引き裂いた。乗客の避難が始まるとウィックたちも甲板へ上がった。妻子や親族を救命ボートに乗せた後、彼は沈みつつある船の甲板で手を振りながら彼女たちを見送ったが、それが彼の最期の姿となった。タイタニック号を最初に離れた救命ボートの一艘に乗船していたキャロライン・ボンネルは、後に記者に対し以下のように事故を振り返っている「大きな波がありました。でも海は静かだったので、私は何があったのか船員に尋ねました。そうしたら彼は『タイタニックは沈んでしまった!』と言ったのです。」。ウィックの遺体は最後まで発見されなかった。
ジョージ・デニック・ウィックの訃報はヤングスタウンにも伝えられた。ヤングスタウンの市政は彼の死を悼み、1912年4月24日午前11時から5分間、企業や学校、工場で黙祷がささげられた。その間、市の長老派教会にあったウィックの家族の信徒席は縄で囲われ、市旗は半旗にして掲げられていた。ヤングスタウンのオーク・ヒル墓地には彼の記念碑が献納されている。

## 彼亡き後の会社
ウィックが組織を支えた鉄鋼会社は長年にわたって繁栄した。1923年、ヤングスタウン・シート・アンド・チューブ社はシカゴで工場を買い取り、その生産力は国内の約3分の1を占めるまでに成長した。1960年代の不況の際には、イリノイ州やインディアナ州の新工場で得られた利益を回してヤングスタウン社の運営を改善しようとしている。しかし奮闘むなしく、ニューオーリンズを拠点とするライクス・コーポレーションによってヤングスタウン社は買収され、1970年代にはヤングスタウンにあった製鉄工場が閉鎖された。